# Altingsvalget 1974
Altingsvalget 1974 blev afholdt på Island den 30. juni 1974.
| Sjálfstæðisflokkurinn (Selvstændighedspartiet)                 | 48 764  | 42,7 | 25 | +3 |
| Framsóknarflokkurinn (Fremskridtspartiet)                      | 28 381  | 24,9 | 17 | 0  |
| Alþýðubandalagið (Folkealliancen)                              | 20 924  | 18,3 | 11 | +1 |
| Alþýðuflokkurinn (Socialdemokratisk)                           | 10 345  | 9,1  | 5  | -1 |
| Samtök frjálslyndra og vinstri manna (Liberal-venstre samling) | 5 245   | 4,6  | 2  | -3 |
| Andre                                                          | 449     | 0,4  | 0  | 0  |
| Totalt (Valgdeltagelse 91,4 %)                                 | 114 108 | 100  | 60 |    |
| Kilde: Election Resources on the Internet                      |         |      |    |    |

| Valg | Spire Denne valgsartikel er en spire som bør udbygges. Du er velkommen til at hjælpe Wikipedia ved at udvide den. |